# Loma de los Chilitos
Loma de los Chilitos är en ort i Mexiko.   Den ligger i kommunen Victoria och delstaten Guanajuato, i den centrala delen av landet, 240 km nordväst om huvudstaden Mexico City. Loma de los Chilitos ligger 1 951 meter över havet och antalet invånare är 204.
Terrängen runt Loma de los Chilitos är kuperad. Runt Loma de los Chilitos är det glesbefolkat, med 18 invånare per kvadratkilometer. Närmaste större samhälle är Doctor Mora, 17,0 km söder om Loma de los Chilitos. Trakten runt Loma de los Chilitos består i huvudsak av gräsmarker.